# Dacia 1310

Avant-dernière version

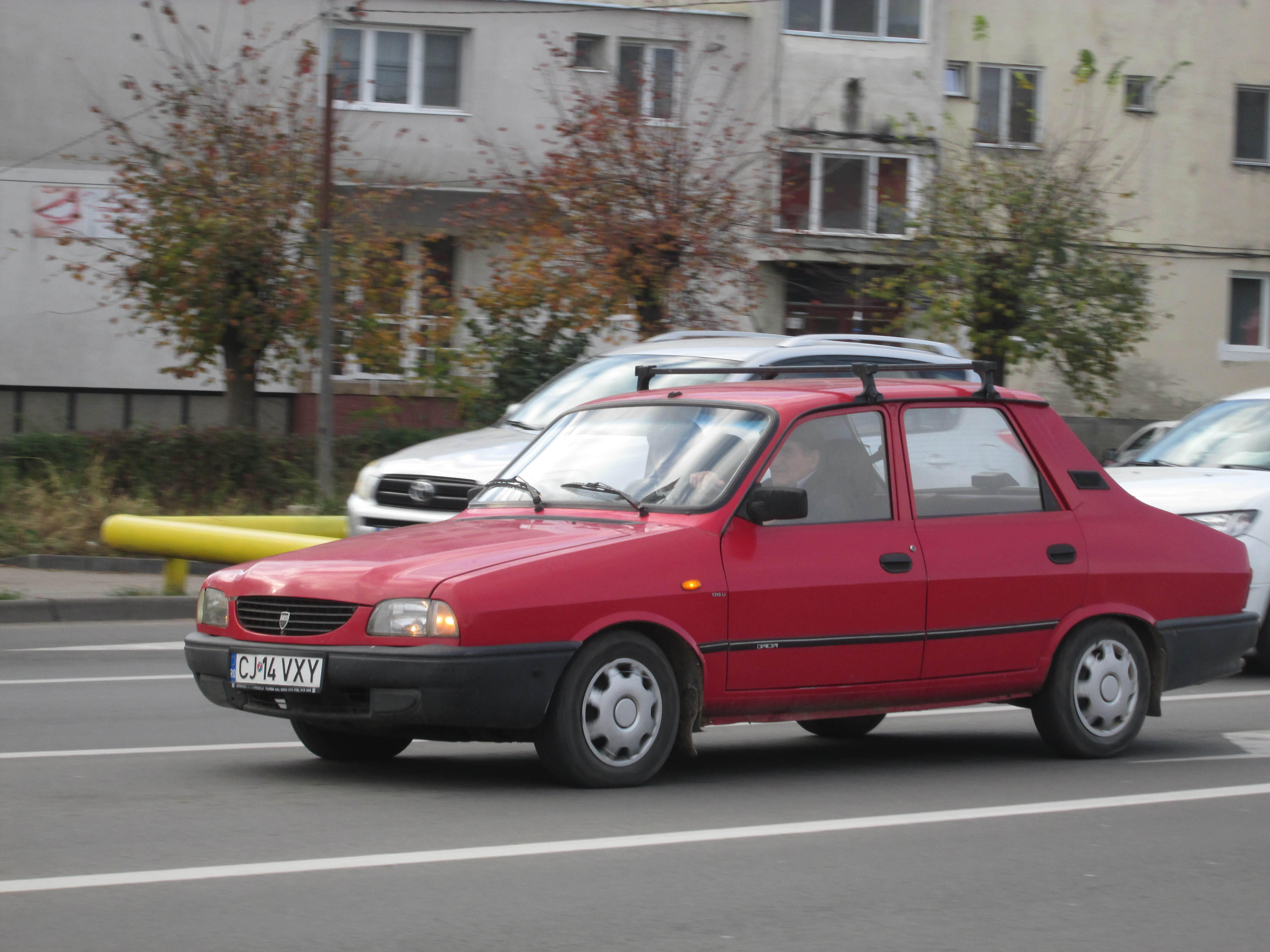
Dernière génération

La Dacia 1310 est une automobile lancée en 1982 par le constructeur roumain Dacia. Elle est née d'un accord entre la Roumanie et le constructeur français Renault. Ce sont en fait des Renault 12 produites sous licence en Roumanie, en berline et break. Dacia a même créé des variantes Pick-up. Après 35 ans de production, les deux dernières Dacia 1300 (une berline et un break) sont sorties des chaînes de Pitesti en cette fin 2004, sur un total de 1.959.730 exemplaires produits. Ces deux modèles seront exposés au musée de l'automobile roumain.
C'est la Dacia Logan qui aura pour rôle de remplacer la Dacia 1300.

## Historique
Le pick-up 1304 fait son apparition en 1983, il connaîtra un certain succès sur son marché intérieur. 
Vers la même époque, Dacia greffe une calandre en plastique noir sur tous les modèles de la gamme, donnant à ses voitures un air assez malheureux. 
Première berline cinq portes roumaine, la 1320 est présentée en 1987. Peu prisée, elle s’écoulera à seulement 2 567 exemplaires jusqu’en 1991, date à laquelle elle sera remplacée par la 1325 Liberta, qui adopte la première une nouvelle face avant appliquée par la suite à toutes les Dacia. 
On notera que la gamme 1310 est disponible depuis 1988 avec un Diesel Volkswagen de 70 ch, déjà vu sur la Golf.

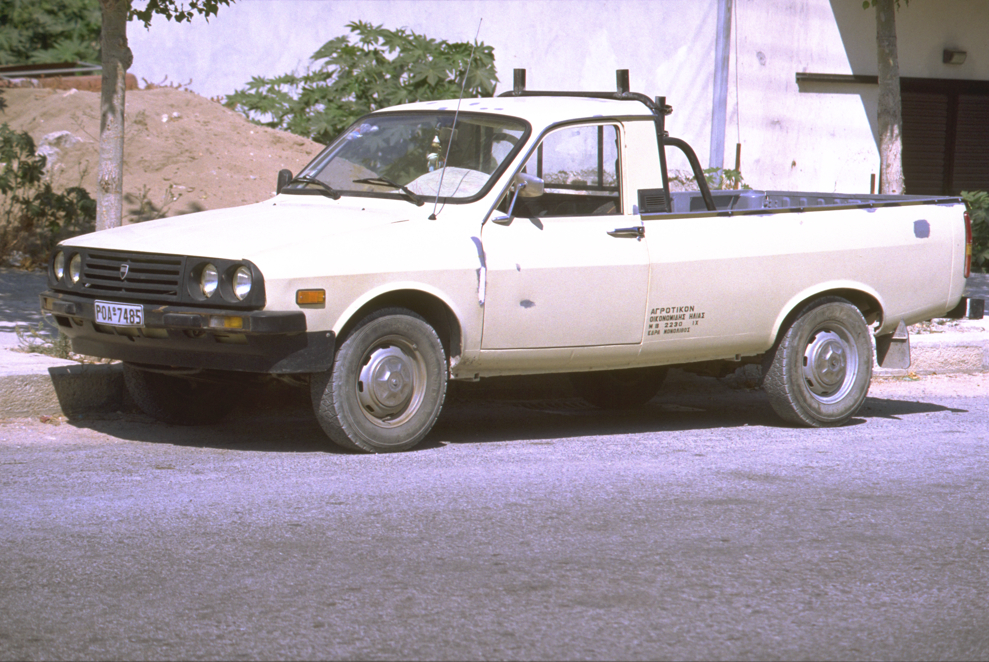
Dacia 1310 Pick-Up

Survivant tant bien que mal à la chute du bloc de l’Est, Dacia se rend vite compte de la vétusté de ses modèles par rapport à la concurrence européenne (emmenée par Renault, Volkswagen ou Opel) qui envahit le marché roumain au début des années 1990.
Cependant, le pouvoir d’achat des roumains étant très faible, la 1310 continue de bien se vendre, et poursuit même son développement. En effet, trois nouveaux pick-up sont lancés en 1992 (les 1307 et 1309 à double cabine, le premier étant plus long que le second), et en 1994 (1305 à simple ou double cabine). Cette même année, l’ensemble de la gamme est à nouveau redessiné dans un style plus actuel, mais où l’identité de la Renault 12 (dont la carrière est terminée depuis 1980) est encore bien présente. 
En 1996, la confidentielle 1325 Liberta tire sa révérence, suivie deux ans plus tard par le pick-up 1309, pourtant apprécié sur son marché intérieur. 
Un énième restylage a lieu en 1998 : les pare-chocs sont désormais noir mat, et le Diesel disparaît (il ne subsiste plus que les antiques moteurs 1.4 et 1.6, qui passeront à l’injection en 2001), et la calandre présente une forme plus arrondie. 
À cette époque, Renault (qui a racheté 99 % de Dacia en 1999) évoque la sortie future d’un tout nouveau modèle, dite « voiture à 5 000 € ». Finalement appelée Logan, elle sort en 2004, portant le coup de grâce à la berline et au break 1310, qui quittent définitivement les chaînes de Piteşti le 21 juillet. 
Équipés depuis 2002 par un 1.9 dCi, les pick-up 1304, 1305 et 1307 font de la résistance en attendant l’arrivée de leur remplaçant dans la gamme Logan. Mais afin de laisser la place au nouveau break Logan MCV, Dacia se voit obligé d'arrêter la production de son modèle historique. 
Le dernier dérivé de la Renault 12, un pick-up 1307 rouge à quatre roues motrices, quitte le site de Piteşti le 8 décembre 2006, soit plus de 37 ans après la première 1300. Une nouvelle ère commence pour Dacia…